# Bundesstraße 31a
Pour les articles homonymes, voir Route 31A.
La Bundesstraße 31a est une Bundesstraße du Land de Bade-Wurtemberg. Elle est un bras latéral de la B 31.

## Géographie
La B 31a débute en deux voies sur la bretelle Gottenheim–Bötzingen (L 115) puis part de l'intersection avec la L116 entre March et Umkirch comme une autoroute à quatre voies par la sortie de Fribourg-Mitte de l'A 5, près de huit kilomètres dans une direction ouest-est dans la ville de Fribourg-en-Brisgau. Peu avant la fin de la route, elle se transforme en Bundesstraße 31 au niveau du pont de Schnewlin. Les deux voies de la B 31a sont en partie séparées l'une de l'autre dans l'arrondissement de Fribourg, où elles enserrent le lit de la Dreisam.

## Histoire
Le B 31a fait partie du nouveau tracé prévu de la B 31 entre Fribourg et Breisach. Dans les années 1970, le tronçon de l'A 5 à Fribourg est initialement construit sous le nom d'A 860 en tant que branche du projet de l'A 86, l'autoroute de la Forêt-Noire. Cependant, ce plan est abandonné et le tronçon est classé comme Bundesstraße 31a.
Le prolongement de l'A 5 vers Breisach jusqu'au pont du Rhin en Alsace est lancé en 2004. L'autorisation de circulation pour le premier tronçon de la zone industrielle d'Umkirch à la sortie de Freiburg-Mitte (environ 2,6 km) est le 20 décembre 2007, le tronçon entre Umkirch et Gottenheim (environ 3,7 km) est en service le 7 septembre 2012.
Le nouveau tronçon autour d'Umkirch était initialement balisé en tant que B 31, sans aucun ajout, car après l'achèvement de l'extension vers Breisach, la B 31a sera renommée B 31 et l'ancienne B 31 vers le sud sera déclassée en route nationale. La planification de la poursuite de la construction de la B 31-Ouest entre Gottenheim et Breisach fut arrêtée par le gouvernement du Land de Bade-Wurtemberg fin 2011 en raison d'un manque de financement pour la route. Le tronçon achevé est alors balisé B 31a.
Lorsque le tunnel urbain de Fribourg-en-Brisgau de la B 31 sera achevé, le tronçon entre la sortie March/Umkirch et le centre-ville de Fribourg sera transformé en autoroute fédérale, selon une nouvelle planification, car un tunnel urbain prévu comme autoroute, contrairement à une voie carrossable, nécessite la construction d'un autre raccordement complet autorisé en centre-ville.